# 업동역
업동역(Eop-dong station, 業洞驛)은 경상북도 의성군 의성읍 업리에 위치한 중앙선의 철도역이었다.

## 역명 유래
마을 뒷산에 있는 용의 형상을 한 바위가 있어 전설에 의하면 그 바위에 가서 정성껏 지성 드리면 업을 얻어 득남한다 해서 업골이라 불린데서 유래하였다.

## 역사
- 1979년 12월 31일 : 역사 신축 준공
- 1980년 1월 10일 : 신호장으로 영업 개시[1]
- 2005년 4월 1일 : 무인 신호장으로 변경
- 2023년 11월 22일 : 중앙선 망호 - 의성 구간 사이 하화터널의 개통으로 신호장의 취급의 중지
- 2024년 9월 27일: 국토교통부 사업용 철도노선 고시에 의한 폐지[2]

## 사진

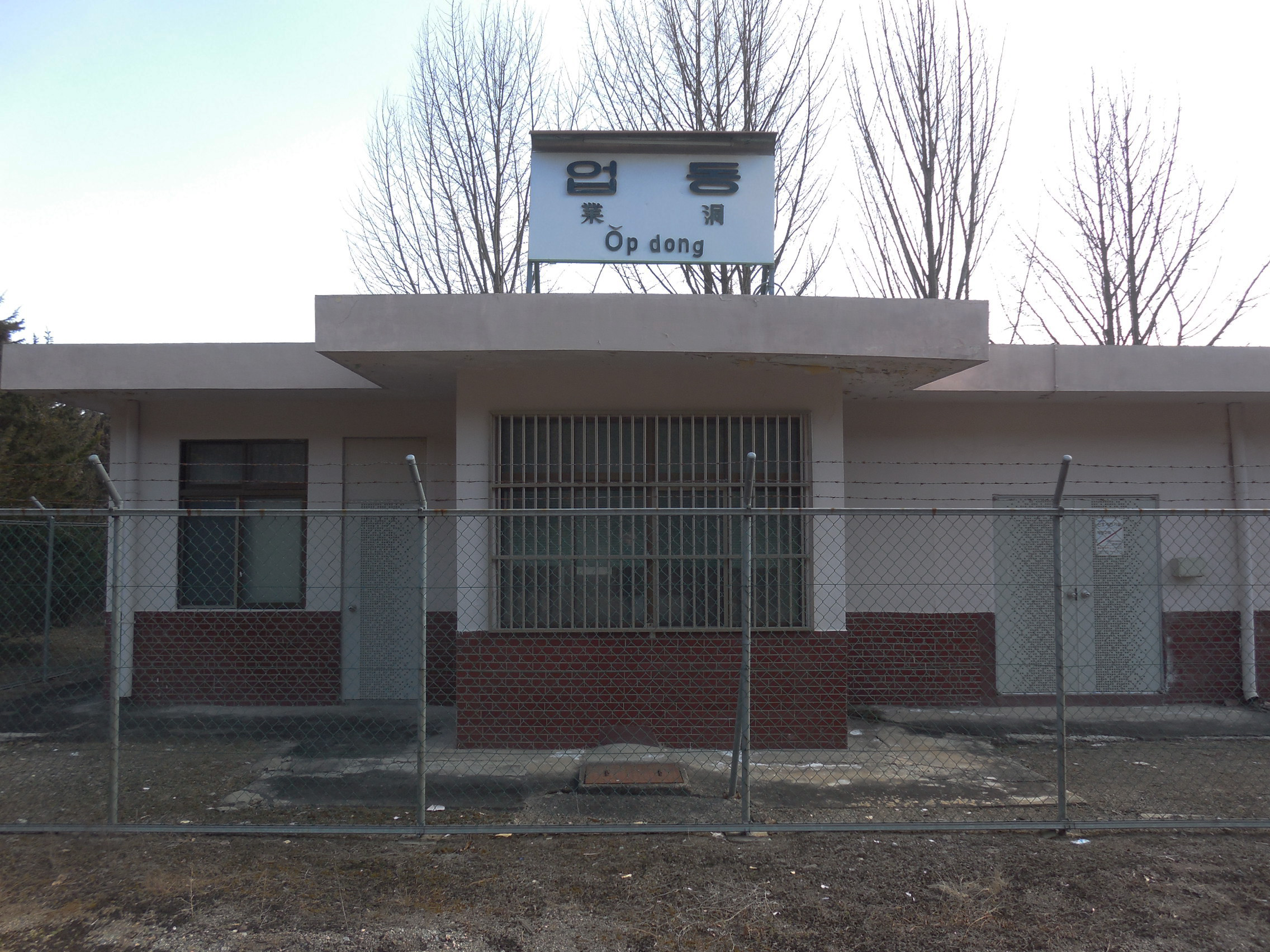
역 건물 (2017년)
역 구내 (2009년)
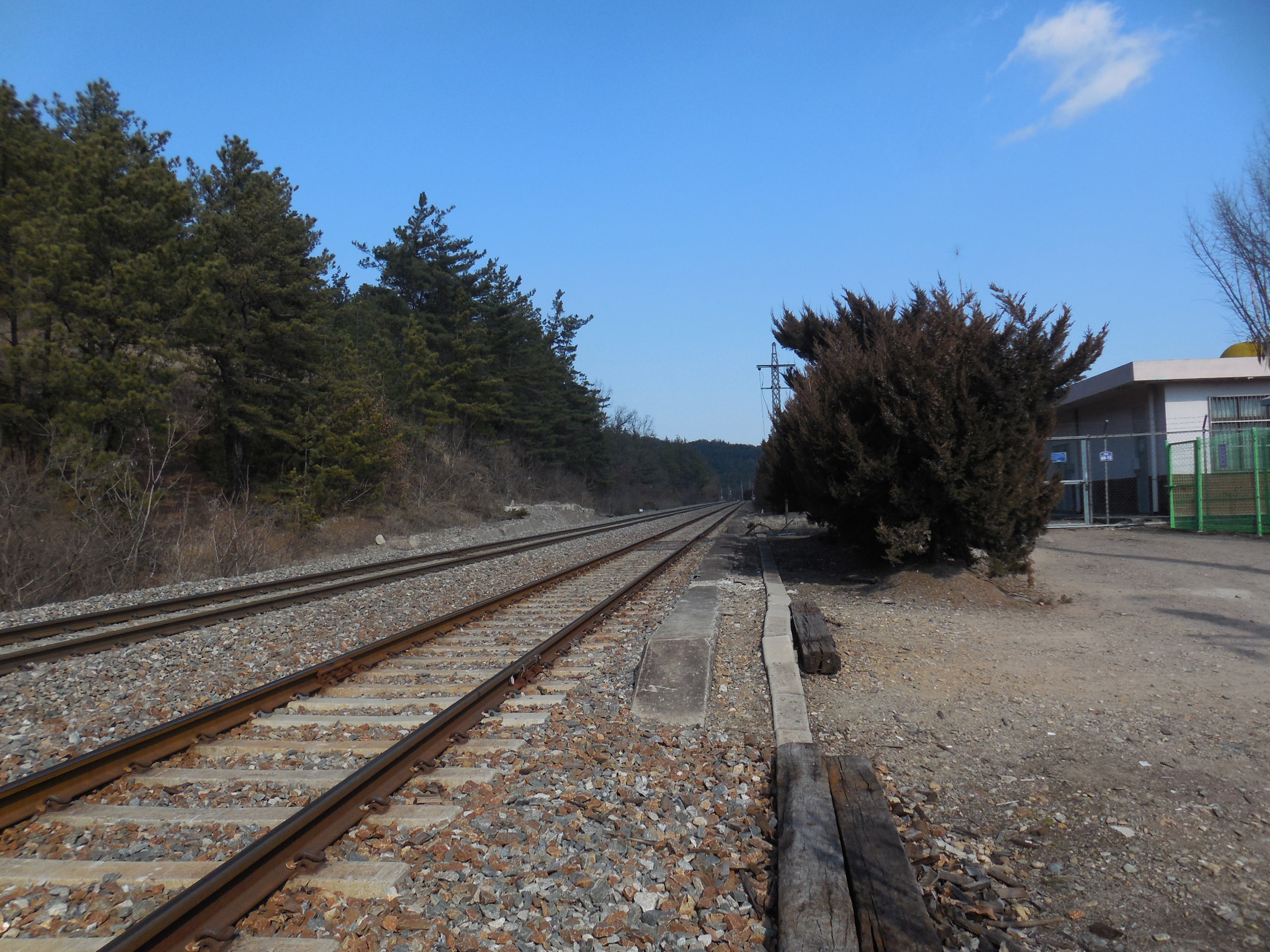
역 구내 (2017년)
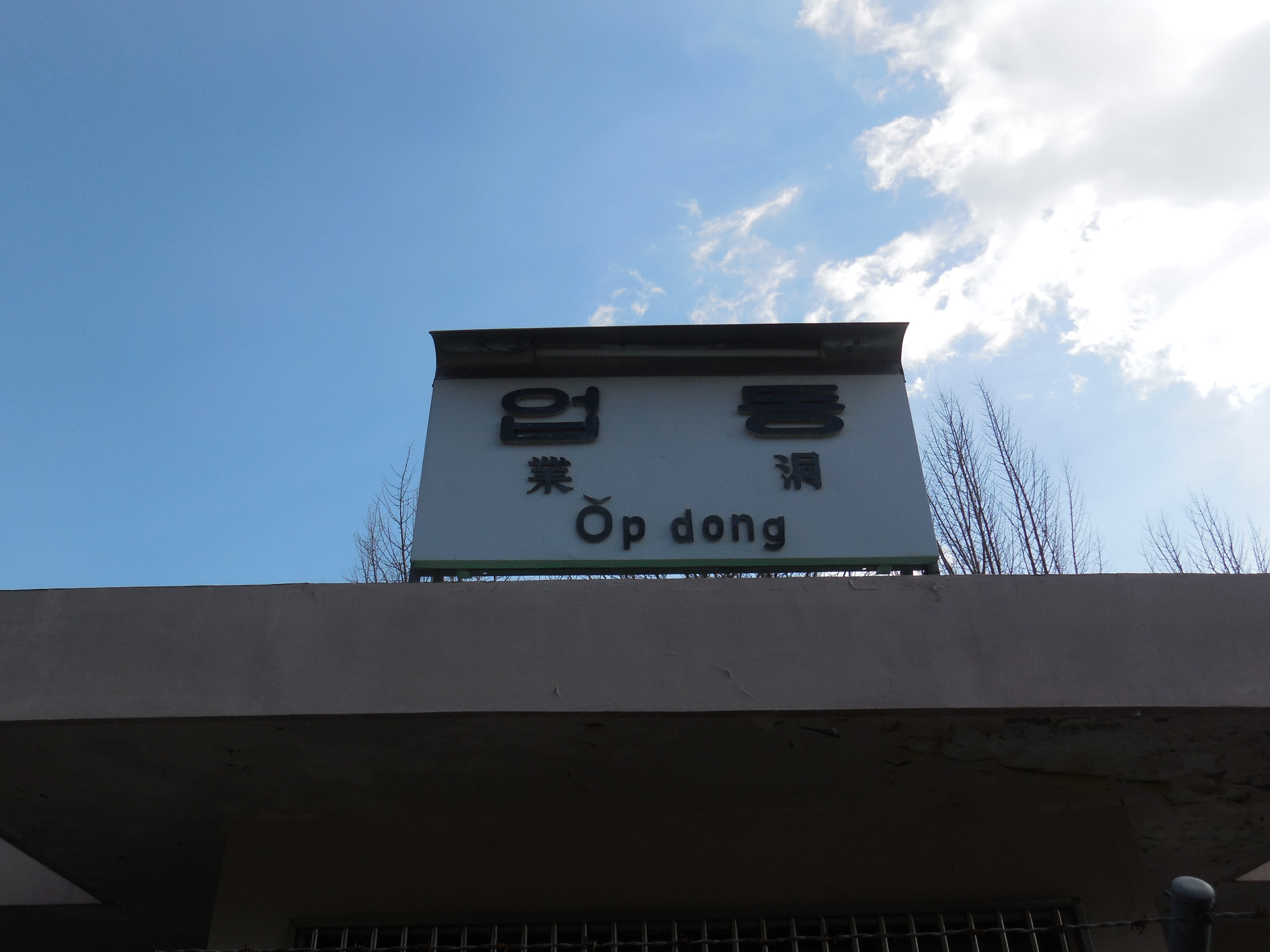
입간판 (2017년)